# Horvát Írószövetség
A Horvát Írószövetség (horvátul: Društvo hrvatskih književnika, rövidítve:DHK) a horvát írók hivatalos egyesülete, melyet 1900-ban alapítottak Zágrábban azzal a céllal, hogy egyesítse az írókat, segítse, támogassa őket, és politikai céloktól függetlenül népszerűsítse a horvát irodalmat, védje az írók érdekeit és öregbítse hírnevüket, valamint támogassa elhunyt tagjainak visszamaradt családtagjait.

## Története
1897-ben a Horvát Írók Klubja Milivoj Dežman vezetésével nem hivatalosan a Horvát Képzőművészek Szövetsége részeként működött. 1898-ban megkötötték az első informális megállapodást a Horvát Írószövetség létrehozásáról, és szabályzati javaslatot írtak. A Matica hrvatska 1899-ben jóváhagyta egy külön egyesület létrehozását, 1900. március 17-én pedig a kormány jóváhagyta annak szabályzatát. A szabályok a tagok négy kategóriáját határozták meg: valódi tagok, egyesületi alapítók, alapítók és társult tagok. Az egyesületet az úgynevezett „Mladi” (Fiatal) írók hozták létre, ellentétben a „Stari” (Régi) írókkal, akik a Matica hrvatskában és a Vienac folyóiratban tömörültek.
Az 1900. április 2-i alakuló ülésen, amelyet 103 író jelenlétében tartottak, Ivan Trnskit választották meg az egyesület első elnökévé. 1906-ban elindult havonta megjelenő „Savremenik” (Kortárs) folyóirat. 1908 végén útjára indult a „Suvremeni hrvatski pisci” (Modern horvát írók) sorozat, amely Julije Benešić (1909–1920) szerkesztésében vált kiemelkedővé. Ebben a sorozatban jelent meg 1914-ben a „Hrvatska mlada lirika”, a horvát fiatal líra antológiája.
A szövetség első éveit a Matica hrvatska felé irányuló összetartó törekvések jellemezték – a Modern Horvát Írók sorozat és a Kortárs folyóirat egyesületi kiadványait a Matica hrvatska támogatta, és kiadványaikat, amennyire csak lehetséges volt, közösen publikálták. Az egyesület ugyanakkor a horvátok és a szerbek irodalmi egységét is szorgalmazta, javaslatokat tettek egy közös irodalmi folyóirat kiadására. 1914-ben az első világháború miatt kormányhatározattal ideiglenesen felfüggesztették az egyesület működését. A szövetség háború utáni törekvéseit a horvátok és szerbek nyelvi és helyesírási egyesítésének támogatása jellemezte.
A Matica hrvatskával kötött meghiúsult megállapodások, a pénzügyi hiány és az újonnan alakult folyóiratok éles versenye miatt a Kortárs 1922-ben megszűnt, 1923-ban pedig ideiglenes megjelenése után 1924–1926-ban újra felfüggesztették. A Jugoszláv Írószövetség megalakításának esznéje aktív vita tárgyát képezte, és a Szerb Írószövetség javaslata után, „hogy hazánk minden írója egy egyesületben egyesüljön”, a Horvát Írószövetség bizottsága 1927-ben azonban azt válaszolta, hogy az ilyen kezdeményezések még koraiak, és helyette autonóm egyesületek szövetségét javasolta.
Stjepan Radić halála még inkább megerősítette az egyesület horvát nemzeti szellemét. Az egyesület Horvátország függetlensége idején is működött. 1945-ben a szövetséget Horvát Írószövetségnek (Društvo knjiženika Hrvatske) nevezték át, új szabályokat fogadtak el, és új elnökséget választottak Luka Perković elnökkel az élen. Néhány tucat írót közmunkájának megtiltásával és művei kiadásának ideiglenes felfüggesztésével büntettek.
1949-ben Zágrábban megtartották a Jugoszláv Írószövetség második kongresszusát, amelyen megválasztották az új vezetőséget Ivo Andrić elnökkel, az elnökséget pedig Miroslav Krleža, Marin Franičević, Josip Barković, Petar Šegedin, Viktor Car, valamint Emin és Slavko Kolar alkotta. 1964-ben az egyesület plénuma egyhangúlag elfogadta a Nyilatkozatot a horvát irodalmi nyelv státuszáról és nevéről, a horvát tavasz idején pedig a szövetség a Matica hrvatska mellett állt ki. Az 1980-as években, különösen a Jugoszláv Írószövetség utolsó, 1985-ös újvidéki kongresszusa után az egyesület aktívabban vett részt a politikai életben, általában nyílt levelekkel a horvát nyelv vagy az egyes írók polgári jogai védelmében.1990-ben visszaállították a szövetség eredeti nevét. 2002-ben több egykori tag, akik elégedetlenek voltak az egyesület helyzetével, megalapította a Horvát Írók Társaságát.

## A szövetség ma
Az egyesület regionális tagozatokkal rendelkezik Pólában, Fiumében, Zárában, Splitben, Eszéken és Csáktornyán. Számos folyóiratot ad ki: Most, Republika és Korabljica. Horvát Írószövetség Könyvtára néven megújult a Kortárs horvát írók sorozat. Számos irodalmi díjat alapítottak.

## Elnökei
| - Ivan Trnski (1900-1905) - Stjepan Miletić (1905-1906) - Natko Nodilo (1907-1909) - Ksaver Šandor Gjalski (1909-1918 és 1926-1927) - Nikola Andrić (1918-1920) - Branimir Livadić (1920-1923) - Mihovil Nikolić (1923-1926) - Milutin Cihlar Nehajev (1926) - Milivoj Dežman - Stjepan Trontl - Franjo Fancev (1937-1939) - Ilija Jakovljević (1939-1941) - Mile Budak (1941-1945) | - Luka Perković (1945–1948) - Slavko Kolar (1948–1952) - Ivan Dončević (1952) - Petar Šegedin (1953, 1968–1970) - Mirko Božić (1954, 1959–1960) - Miroslav Feldman (1955) - Vjekoslav Kaleb (1956) - Marijan Matković (1957–1958) - Jure Kaštelan (1961) - Dobriša Cesarić (1962) - Dragutin Tadijanović (1963) - Gustav Krklec (1964, 1974–1976) - Vlatko Pavletić (1965–1968) - Ivo Frangeš (1970–1972) | - Jure Franičević-Pločar (1972–1974) - Josip Barković (1976–1977) - Milivoj Slaviček (1978–1979) - Šime Vučetić (1980–1981) - Pero Budak (1982–1984) - Marija Peakić-Mikuljan (1985–1989) - Nedjeljko Fabrio (1989–1995) - Ante Stamać (1995–1999) - Slavko Mihalić (1999–2005) - Stjepan Čuić (2005–2008) - Borben Vladović (2008–2011) - Božidar Petrač (2011–) - Zlatko Krilić (2020–) |

## Fordítás
Ez a szócikk részben vagy egészben  a   Croatian Writers' Association című angol Wikipédia-szócikk ezen változatának fordításán alapul.  Az eredeti cikk szerkesztőit annak laptörténete sorolja fel. Ez a jelzés csupán a megfogalmazás eredetét és a szerzői jogokat jelzi, nem szolgál a cikkben szereplő információk forrásmegjelöléseként.